# درون‌سازی و برون‌سازی
درون‌سازی و برون‌سازی دو جنبه از انطباق یا سازگاری با واقعیت به‌شمار می‌آید این دو استعداد ذاتی در تأثیر متقابل با یکدیگر قرار می‌گیرند که یکی به دیگری تأثیر می‌گذارد و باعث تعادل در وجود اشخاص می‌شود سازگاری با محیط دارای دو جنبه است یعنی در جریان آن دو استعداد ذاتی در تعامل با یکدیگر قرار می‌گیرند و یکی بر دیگری تأثیر می‌گذارد این دو جریان عبارتند از درونی‌سازی و برونی‌سازی که در تمام سنین و کلیه مراحل رشد ذهنی وجود دارد.
در این مدل جریان تعادل جویی است که به صورت نیروی محرکه رشد عمل می‌کند و ابزار آن درون‌سازی و برون‌سازی است که منجر به سازگاری با واقعیت و از خود بدرآئی می‌گردد.
این جریان تعادل جویی همواره با تحول کیفی و مداوم و رسیدن به تعادلهای جدید است
تعریف برون‌سازی: واقعیت بیرونی همواره قابل درون‌سازی نیستند از این رو الگوها یا طرح واره‌ها تغییر می‌یابند و خود را با آن موقعیت همساز می‌کنند سازش یافتن شخص است با احتیاجاتی که اشیاء بر اساس ماهیت خود بر فرد تأمین می‌کنند به بیان دیگر شخص باید خود را با واقعیت جهان خارج منتقل کند.
تعریف درون‌سازی: تأثیر یک رفتار شناختی یعنی از طرح واره‌های موجودمان برای تعبیر کردن دنیای بیرون استفاده کنیم.

## انواع درون‌سازی
1. بازسازنده: ابتدایی‌ترین نوع درون‌سازی است و تکرار واکنش یکسان به یک شیء یا یک موقعیت محیطی هر بار که فرد با آن شی یا موقعیت محیطی روبر می‌شود. مثال: وقتی کودک به شی چنگ بزند بازسازی مکرر او را قادر می‌سازد با جلوه‌های متنوع یک شی یا موقعیت مأنوس شود.
2. درون‌سازی بازشناسانده: منظور تمیزدادن اشیاء مختلف از یکدیگر است تا نسبت به هر یک بتوان واکنش مناسبی بروز داد مثال: کودک یاد بگیرد میان شیء که می‌توان چنگ زد و آن را گرفت و شیء دیگر که قابل چنگ زدن و گرفتن نیست فرق بگذارد.
3. درون‌سازی تعمیم یابنده: کودک بعد از آنکه توانایی لازم برای تشخیص دادن تفاوت‌های موجود میان اشیاء را کسب کرد توجه‌اش به شباهت‌های موجود میان اشیاء گوناگون جلب می‌شود و می‌تواند چنین تعمیمی را بدهد که این شیء با آن شیء به گروه کلی نسبت برد و این یکی در گروه کلی دیگری جای دارد.
4. درون‌سازی متقابل: تلفیق دو یا چند ساختار شناختی برای تشکیل یک کل وسیع‌تر برای مثال: شناختی که از راه نگریستن به یک شیء کسب شده‌است به شناخت ناشی از لمس کردن آن می‌پیوندد، دیدن و لمس کردن در یک کل سازمان یافته یک واحد با هم متحد و تلفیق می‌شوند.

- نشانگان درون‌سازی شده: احساس های حقارت، خود آگاهی زیاد، کناره‌گیری اجتماعی، کمرویی، … ترس، دلبستگی بیش از حد، غم و اندوه مزین در واقع این مشکلات بسیار نزدیک به همان طبقه سنتی اختلالهای نروتیک و سایکوسوماتیک هستند.
- نشانگان برونی‌سازی شده: رفتارهایی چون بحث و جدل، شکفتن قوانین و عدم اطاعت که باعث می‌شوند افراد دیگری غیر از خود کودک مورد آزار قرار بگیرند.

تفاوت مشکلات برونی‌سازی شده و درونی‌سازی شده: مشکلات برونی‌سازی شده بیشتر منعکس کننده تعارض‌های کودک با محیط و پیرامونش هستند نه آشفتگی و رنج شخصی کودک. در سال ۱۹۹۰ اینگرام کاهش اعتماد به نفس در گروه درونی‌سازی شده و افزایش تمرکز برخود در گروه برونی‌سازی شده را هم از دیگر ویژگی‌های متمایز کننده این دو گروه دانست.
برون گرایان از لحاظ هیجانی خوشحال‌تر از درون گرایان و از خلق مثبت نسبت به آن‌ها برخوردارند. عوامل مؤثر بر ایجاد نشانگان درون‌سازی مثل کناره‌گیری و برون‌سازی مثل پرخاشگری
- محیط خانواده و نقش فرزندپروری: خانواده به عنوان محوری‌ترین عامل در شکل‌گیری رفتار و ویژگی‌های شخصیتی فرزندان شناخته شد. الگوی تربیتی سلطه گرانه شخصیت به رفتار فرزند خود سرد و کم محبت هستند. در همین حال رفتارهای آنان با سختگیری، تنبیه و محدودیت‌ها شدید همراه است و به کنترل و حرف‌شنوی فرزند خود تأکید دارند و در نتیجه فرزند رو به درون‌گرایی پیدا می‌کند. والدین آسانگیر: هم در مقابل فرزندان و شیوه افراطی از فرزندان حمایت می‌کنند و در مقابل رفتارهای منفی واکنش تنوعی نشان نمی‌دهند و فرزندان گرایش به برون‌گرایی پیدا می‌کنند.

## عوامل محیطی
رسانه‌ها مهم‌ترین عامل به‌شمار می‌آیند مثلاً تماشای فیلم‌های خشن به افزایش پرخاشگری کودک می‌انجامد.
- ژنتیک: والدین درون‌گرا یا برون‌گرا فرزندان مثل خودشان دارند.
- تفاوت‌های جنسیتی: پسرها برون‌گراتر از دخترها هستند.
- بازی: در درون‌سازی آدمی پی در پی از جهان خارج اطلاعات می‌گیرد و آن را با آنچه از گذشته کسب کرد. مطابقت می‌دهد اما هر گاه اطلاعات تنظیم شده با دانش در حال رشد آدمی کاملاً تطبیق نکند آن‌ها را اصلاح می‌کند به عقیده پیاژه بازی برای دسترسی به جهان برون و درک آن بدانسان که وضعیت فعلی انسان مطابقت کند وسیله‌ای است مطمئن پیاژه درون‌سازی را در بازی بر برون‌سازی ترجیح می‌دهد و در توجیه آن چنین می‌گوید که در برون‌سازی و درونسازی از یک سو به اعمالی برمی‌خوریم که بر اثر تعادل میان درونسازی حامل شده‌است و از سوی دیگر فعالیت روان به فعالیت ذهنی فراگردی دخالت داشته باشند و هدف آن رسیدن به تعادل نباشد، فعالیتی که روی می‌دهد بازی است. لیکن اگر جنبهٔ برونسازی بر درونسازی برتری یابد تقلید پردید خواهد آمد. بازی فقط برای سرگرمی نیست بازی کار کودک است از طریق بازی کودکان یادمی‌گیرند به اشیاء معنی بدهند. روابط را دستکاری کنند، تمرین کنند، نقش‌های متفاوتی را بیاموزندت.

## الگوی برون‌سازی و درون‌سازی
حاصل هر مواجهه‌ای ذهنی با محیط بستگی به حالت موجود و ویژگی‌های محیط دارد. فرد تنها می‌تواند عناصری از یک محیط را درونی سازد که بتواند خود را با آن‌ها برون‌سازی کند و انطباق دهد.
برون‌سازی و درون‌سازی همیشه با هم عمل می‌کنند. اگر چه در هر زمان خاص ممکن است یکی از دیگری اهمیت داشته باشد.

## نقاشی
در سال‌های اولیه رشد کودک قدرت تحکم در حدی است که نمی‌توانند به وسیله آن به راحتی با دیگران ارتباط برقرار کنند در بسیاری از مواقع این ارتباط از طریق فعالیت‌هایی چون نقاشی و بازی صورت می‌گیرد و روان کاوی نقاشی را یکی از طریقه‌های شناختی کودکان عرض می‌کند در نقاشی چیزی را باید به دست آورد که در گفتگو با کودک عاجزانه به دست آوردن حالت درونی کودک باشیم این نقاشی در سنین ۳–۷ سالگی از اهمیت برخوردار است زیرا هنوز فرد اجتماعی جامعه را به خود نگرفته و با خود صادق است.

## ویژگی‌های نقاشی در کودکان دارای مشکلات درونی‌سازی شده
1. ترسیم چهره با حالت اندوه و نگرانی و ضعف
2. ترسیم کوچک اجزای صورت
3. ترسیم کمرنگ اجزای صورت
4. دوم ترسیم موها یا ناارزنده سازی آنها
5. ترسیم تند به شکل مربع- مستطیل
6. ترسیم بازوهای نامنعطف
7. ترسیم دست‌های ناکارآمد
8. جهت ترسیم کنش‌ها به سمت چپ
9. ترسیم در پایین یا در حاشیه صفحه
10. ترسیم بدون جزئیات
11. ترسیم ضعیف تر ساق پای راست

## ویژگی هاتی نقاشی در کودکان دارای مشکلات برونی‌سازی شده
1. ترسیم چهره با حالت نقشه و خصومت
2. ترسیم سر بزرگتر از تنه یا هم اندازه با آن
3. ترسیم کمرنگ یا منقطع دایره صورت
4. ترسیم درشت اجزاء صورت
5. ترسیم دهان با حالت پوزخند
6. ارزنده سازی ترسیم معما
7. ترسیم موها به سمت بالا یا به شیوه ای که تیزی آن وارد صورت شده‌است
8. ترسیم ابروهای پهن

۹ ارزنده سازی بینی
1. ترسیم بازوها به شکل کمان رو به پایین
2. سن ترسیم بزرگتر از خود کودک

نشانه‌ها بیانگر نمادهای ناارزنده سازی خود، پایین بودن اعتماد به نفس و بازداری در گروه درونی‌سازی شده و نمادهای ارزنده سازی خود و تمرکز به خویشتن در گروه برونی‌سازی شده‌است.